# MU90 Impact
El MU90 Impact es un torpedo antisubmarino ligero avanzado franco-italiano de tercera generación desarrollado para las armada francesa y la armada italiana, así como para la exportación.  Está diseñado para superar al Mark 54 fabricado en los Estados Unidos y se desarrolló una versión especial MU90 Hard Kill para defensa antitorpedos. Está construido por EuroTorp, un consorcio de empresas francesas e italianas.